# Élections législatives portugaises de 2005
Les élections législatives portugaises de 2005 (en portugais : Eleições legislativas portuguesas de 2005) se sont tenues au Portugal le 20 février 2005, afin d'élire les deux cent trente députés de la dixième législature de l'Assemblée de la République, pour un mandat de quatre ans. Elles ont été remportées par le Parti socialiste (PS), qui décroche la première majorité absolue de son histoire.

## Contexte

### La victoire de la droite
Lors des élections législatives anticipées du 17 mars 2002, le PPD/PSD, de José Manuel Durão Barroso, était arrivé en tête avec plus de 40 % des voix, et avait ensuite formé une coalition gouvernementale, la première depuis 1983, de 119 députés avec le Parti populaire (CDS/PP), de Paulo Portas, permettant à Durão Barroso de devenir Premier ministre du Portugal. Celui-ci avait alors mis en place une politique de rigueur budgétaire, destinée à ramener les indicateurs budgétaires dans les limites du pacte de stabilité de l'Union européenne, et résolument tournée vers les États-Unis, concrétisée par l'envoi d'un contingent de la Garde nationale républicaine en Irak.

### La succession controversée de Barroso
À la suite des élections européennes de juin 2004, remportées au Portugal par le PS avec 44,5 % des voix, soit onze points d'avance sur la liste de la coalition au pouvoir. Au mois de juillet, le Conseil européen décide de nommer José Manuel Durão Barroso au poste de président de la Commission européenne. Celui-ci démissionne alors, et les socialistes réclament au président Jorge Sampaio, issu de leurs rangs, la dissolution de l'Assemblée et la convocation de nouvelles élections législatives. Toutefois, après avoir consulté les partis de l'alliance gouvernementale, le chef de l'État décide de suivre leurs recommandations et nomme Pedro Santana Lopes, alors maire de Lisbonne, à la direction du gouvernement. Prenant acte de cette décision, le secrétaire général du PS, Eduardo Ferro Rodrigues, démissionne et est remplacé peu après par José Sócrates.

### La mauvaise gestion de Santana Lopes
Toutefois, l'exercice du pouvoir du nouveau Premier ministre se révèle instable et faible. Outre les initiatives annoncées dans les médias par lui et démenties dès le lendemain par le ministre responsable, il a démis de ses fonctions le ministre de la Jeunesse et des Sports, Henrique Chaves, moins de deux semaines après l'avoir nommé. De plus, il a décidé de réduire les impôts tout en augmentant les traitements de la fonction publique, en contradiction avec l'objectif de respect des règles européennes, ce qui a amené à des critiques de la Banque du Portugal. L'ensemble de ces difficultés conduit le président Sampaio à annoncer, le 10 décembre, la dissolution de l'Assemblée.
Cette décision a été critiquée par Santana Lopes car, depuis la révolution des Œillets et bien qu'une telle opération soit conforme à la Constitution, aucun chef de l'État n'a dissous le Parlement avant la chute du gouvernement.

## Mode de scrutin
Le mode de scrutin retenu prévoit l'élection des députés au scrutin proportionnel suivant la méthode d'Hondt, connue pour avantager les partis arrivés en tête. La loi électorale établit à 230 le nombre de sièges à pourvoir. Les députés sont élus dans vingt-deux circonscriptions électorales, à savoir les dix-huit districts du Portugal, les Açores, l'île de Madère, le continent européen et le reste du monde.

## Principaux partis et chefs de file
| Parti | Parti                                                          | Chef de file                         |
| ----- | -------------------------------------------------------------- | ------------------------------------ |
|       | Parti social-démocrate Partido Social Democrata                | Pedro Santana Lopes Premier ministre |
|       | Parti socialiste Partido Socialista                            | José Sócrates                        |
|       | Parti populaire Partido Popular                                | Paulo Portas Ministre de la Défense  |
|       | Coalition démocratique unitaire Coligação Democrática Unitária | Jerónimo de Sousa                    |
|       | Bloc de gauche Bloco de Esquerda                               | Francisco Louçã                      |

## Enjeux électoraux
La campagne électorale s'est jouée sur des thèmes propres au Portugal, des considérations comme la participation à la guerre d'Irak ayant été reléguées au second plan, bien que l'ensemble de la gauche ait annoncé sa volonté de retirer les troupes déployées en Irak. Les questions économiques et budgétaires ont dominé les débats. Avec l'élargissement de l'Union européenne à dix États d'Europe centrale et orientale en 2004, la compétitivité du pays, déjà faible, a en effet encore décru, tandis que les succès promis par José Manuel Durão Barroso ne se sont pas réalisés, le pays continuant de ne pas respecter les critères européens de déficit public, notamment. De plus, compte tenu du poids de l'administration publique dans la vie économique du pays, presque tous les partis s'étaient engagés à la réformer, afin d'en réduire la taille et les coûts. Enfin, la question de la légalisation de l'interruption volontaire de grossesse, rejetée de justesse par référendum en 1998, a de nouveau été abordée, socialistes et sociaux-démocrates annonçant alors une nouvelle consultation du peuple en cas de victoire.

## Résultats

### Scores
|                        |                                                    |           |       |       |        |               |  |  |  |  |  |  |  |  |
| Parti                  | Parti                                              | Voix      | %     | +/-   | Sièges | +/-           |  |  |  |  |  |  |  |  |
|                        | Parti socialiste (PS)                              | 2 588 312 | 46,40 | 7,85  | 121    | 25            |  |  |  |  |  |  |  |  |
|                        | Parti social-démocrate (PPD/PSD)                   | 1 653 425 | 29,64 | 11,37 | 75     | 30            |  |  |  |  |  |  |  |  |
|                        | Coalition démocratique unitaire (CDU)              | 433 369   | 7,77  | 0,69  | 14     | 2             |  |  |  |  |  |  |  |  |
|                        | Parti populaire (CDS/PP)                           | 416 415   | 7,46  | 1,44  | 12     | 2             |  |  |  |  |  |  |  |  |
|                        | Bloc de gauche (BE)                                | 364 971   | 6,54  | 3,75  | 8      | 5             |  |  |  |  |  |  |  |  |
|                        | Parti communiste des travailleurs portugais (PCTP) | 48 186    | 0,86  | 0,19  | 0      | en stagnation |  |  |  |  |  |  |  |  |
|                        | Parti de la nouvelle démocratie (PND)              | 40 358    | 0,72  | Nv.   | 0      | en stagnation |  |  |  |  |  |  |  |  |
|                        | Parti humaniste (PH)                               | 17 056    | 0,31  | 0,10  | 0      | en stagnation |  |  |  |  |  |  |  |  |
|                        | Parti national rénovateur (PNR)                    | 9 374     | 0,17  | 0,08  | 0      | en stagnation |  |  |  |  |  |  |  |  |
|                        | Parti ouvrier d'unité socialiste (POUS)            | 5 535     | 0,10  | 0,02  | 0      | en stagnation |  |  |  |  |  |  |  |  |
|                        | Parti démocratique de l'Atlantique (PDA)           | 1 618     | 0,03  | Abs.  | 0      | en stagnation |  |  |  |  |  |  |  |  |
|                        |                                                    |           |       |       |        |               |  |  |  |  |  |  |  |  |
| Suffrages exprimés     | Suffrages exprimés                                 | 5 578 782 | 97,06 |       |        |               |  |  |  |  |  |  |  |  |
| Votes blancs           | Votes blancs                                       | 103 537   | 1,80  |       |        |               |  |  |  |  |  |  |  |  |
| Votes nuls             | Votes nuls                                         | 65 515    | 1,14  |       |        |               |  |  |  |  |  |  |  |  |
| Total                  | Total                                              | 5 747 834 | 100   | -     | 230    | en stagnation |  |  |  |  |  |  |  |  |
| Abstention             | Abstention                                         | 3 196 674 | 35,74 |       |        |               |  |  |  |  |  |  |  |  |
| Inscrits/Participation | Inscrits/Participation                             | 8 944 508 | 64,26 |       |        |               |  |  |  |  |  |  |  |  |

### Analyse

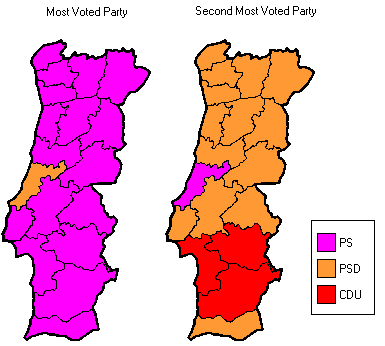
Gauche : parti arrivé en tête dans chaque district
Droite : parti arrivé deuxième dans chaque district

Alors que la participation croît légèrement, avec une hausse supérieure à deux points, le PS remporte son meilleur résultat depuis 1975 et une majorité absolue de sièges, ce que seuls les sociaux-démocrates avaient réussi à faire jusqu'à présent. Les socialistes l'emportent dans dix-neuf circonscriptions, dont dix-sept sur dix-huit en métropole, et reviennent en force au pouvoir, moins de trois ans après l'avoir perdu. Dans son ensemble, la gauche est la grande gagnante de ces élections, avec plus de 58 % des suffrages exprimés et une progression générale, également assez marquée pour le BE, qui fait plus que doubler son nombre d'élus.
À droite en revanche, la défaite est sévère pour le PPD/PSD, qui retombe, pour la première fois depuis 1983, sous la barre des 30 % des voix et des 80 députés, obtenant là l'un de ses plus mauvais résultats. De même, le CDS/PP connaît son premier recul en sièges depuis 1987, époque où il n'en avait remporté que 4, et échoue à conserver la troisième place, qu'il avait déjà obtenue en 1995.

### Conséquences
Ne pouvant que constater la victoire des socialistes, le président Jorge Sampaio nomme, le 12 mars, José Sócrates, au poste de Premier ministre. Celui-ci présente son gouvernement de seize ministres deux jours plus tard. Prenant acte de son mauvais score, Pedro Santana Lopes démissionne de la présidence de sa formation, étant remplacé par Luís Marques Mendes, tandis que Paulo Portas abandonne la direction de son parti au profit de José Ribeiro e Castro.